# Benejam
Marino Benejam Ferrer (Ciudadela, Menorca, 26 de enero de 1890 - Barcelona, 19 de enero de 1975), también conocido como Marí Benejam i Ferrer, fue un historietista español. Sus primeros seudónimos fueron Rino y Ferrer, pero Benejam fue su firma más conocida. El nombre de Benejam está asociado con la serie más popular de la revista TBO: La familia Ulises. 

## Biografía
En 1897, cuando Benejam tenía siete años, su familia se trasladó a Barcelona, donde siempre viviría. Allí estudió dibujo en una academia.
Empezó a dibujar historietas antes de la guerra, para revistas como Pocholo y TBO, donde en 1936 creó el personaje Melitón Pérez.
A partir de 1941, concentró toda su actividad gráfica en TBO, realizando miles de historietas e ilustrando series como La familia Ulises (1944), con guion de Joaquín Buigas, y Aventuras de Morcillón y Babalí (1946), e incluso continuó la sección Los grandes inventos del TBO (1951) tras las etapas de Nit, Tínez y Tur. Realizó también multitud de breves historietas sin personaje fijo,. Junto con Manuel Urda Marín, fue uno de los dibujantes más prolíficos de la revista.
Dibujante prolífico, con un especial ritmo, firmó algunas de sus colaboraciones en TBO con los seudónimos de Ferrer y Rino. Su gran ductilidad y la eficacia de su sintético trazo le convirtieron en uno de los mejores historietistas del género humorístico español.
Al final de su vida, hubo de abandonar el dibujo debido a una enfermedad ocular.

## Obra
| Años      | Título                          | Guionista      | Publicación |
| --------- | ------------------------------- | -------------- | ----------- |
| 1944-1975 | La familia Ulises               | Joaquín Buigas | TBO         |
| 1946-¿?   | Aventuras de Morcillón y Babalí | Benejam        | TBO         |